# Octavia (pjäs)
Octavia är det enda bevarade romerska samtidsdramat (fabula praetexta), förr tillskrivet Seneca den yngre.

## Handling
Handlingen utspelar sig under tre junidagar år 62 e.Kr. Den historiska bakgrunden är Neros skilsmässa från Claudia Octavia och giftermål med Poppaea Sabina, följt av mordet på Octavia.

### Dag 1
Monologer av Octavia och hennes amma, dialog mellan dem i Octavias sängkammare. Kör av romare utanför palatset, de förstår inte varför Octavia ska förskjutas. Monolog av Seneca som Neros rådgivare, dialog mellan Nero och Seneca: Nero vill injaga skräck i folket medan Seneca rekommenderar mildhet.

### Dag 2 (bröllopsdagen)
Monolog av Agrippina den yngres vålnad, följd av Claudius’ vålnad. Kör av romare, Octavia.

### Dag 3
Dialog mellan Octavia och hennes amma. Kör av hovfolk, budbärare, kör av romare. Budbäraren rapporterar om upplopp och att mängden förstör de nya Poppaeastatyerna. Monolog av Nero. Dialog mellan Nero och Seneca. Kör av romare, Octavia, i en hamn.

## Dramats inflytande
Redan under antiken tycks Octavia ha använts som en av Tacitus’ källor i bok 13 och 14 av Annalerna. Under renässansen fick dramats drömmar och vålnader stort inflytande, särskilt på Shakespeare och Hamlet i synnerhet). Claudio Monteverdis opera Poppeas kröning (premiär 1642) ansluter på flera sätt till detta drama.